# بلوگلیو
بلوگلیو (به ایتالیایی: Belveglio) یک کومونه در ایتالیا است که در استان آسته واقع شده‌است.

## خصوصیات
بلوگلیو ۵٫۴ کیلومترمربع مساحت و ۳۳۰ نفر جمعیت دارد.